# كاتي بولتر
كاتي بولتر (بالإنجليزية: Katie Boulter)‏ مواليد 1 أغسطس 1996 في لستر، هي لاعبة كرة مضرب إنجليزية. أعلى تصنيف لها في الفردي كان 340. أعلى تصنيف لها في الزوجي كان 473.

## النهائيات

### الفردي (1–3)
| الحصيلة | الرقم | التاريخ        | الدورة         | الأرضية | المنافس           | النتيجة                 |
| ------- | ----- | -------------- | -------------- | ------- | ----------------- | ----------------------- |
| الوصافة | 1.    | 21 أبريل 2014  | شرم الشيخ، مصر | صلبة    | إيمي بوتل         | 7–6(7–5), 0–6, 6–7(6–8) |
| الوصافة | 2.    | 28 أبريل 2014  | شرم الشيخ، مصر | صلبة    | نينا ستويانوفيتش  | 6–3, 4–6, 3–6           |
| الفوز   | 1.    | 5 مايو 2014    | شرم الشيخ، مصر | صلبة    | إدن سيلفا         | 4–6, 6–4, 7–5           |
| الوصافة | 3.    | 27 أكتوبر 2014 | بوكيت، تايلاند | صلبة    | إيرينا رامياليسون | 3–6, 0–6                |

## روابط خارجية
- كاتي بولتر على موقع رابطة محترفات التنس (الإنجليزية)
- كاتي بولتر على موقع الاتحاد الدولي لكرة المضرب (الإنجليزية)
- كاتي بولتر على موقع كأس بيلي جين كينغ (الإنجليزية)
- كاتي بولتر على موقع بطولة ويمبلدون (الإنجليزية)
- كاتي بولتر على موقع خلاصة التنس.كوم (الإنجليزية)
- كاتي بولتر على موقع إي إس بي إن.كوم (الإنجليزية)
- كاتي بولتر على موقع اللجنة الأولمبية الدولية (الإنجليزية)
- كاتي بولتر على موقع اللجنة الأولمبية البريطانية (الإنجليزية)